# Toyota Industries Shuttles
Maillots
Dernière mise à jour : 24 octobre 2015.
Toyota Industries Shuttles (豊田自動織機シャトルズ) est un club japonais de rugby à XV basé à Kariya dans la préfecture d’Aichi. Fondé en 1984, le club évolue en Top League.

## Historique
Le club est créé en 1984 comme équipe corporative de la société Toyota Industries. Il ne doit pas être confondu avec Toyota Verblitz, équipe de la société Toyota. Il monte pour la première fois en Top League en 2012, redescend immédiatement, puis remonte en 2014. 

## Personnalités du club

### Joueurs actuels
- Peter Kimlin

### Anciens joueurs
- Mark Gerrard
- Yoann Maestri[1]
- Ifereimi Rawaqa
- Yuya Saito
- Nemia Soqeta
- James Stannard
- Joseph Vaka
- Luatangi Vatuvei